# 가미카타타촌
가미카타타촌(上堅田村)은 오이타현 미나미아마베군에 있던 촌이다. 현재의 사이키시의 일부에 해당한다.